# Eusebius (Märtyrer)
Eusebius († 192 in Rom) war ein christlicher Märtyrer und Heiliger der frühen Kirche.
Dem Martyrologium Romanum zufolge predigte Eusebius gemeinsam mit seinen Gefährten Po(te)ntianus, Vincentius und Peregrinus in Rom den christlichen Glauben und bekehrte dabei auch den Senator Julius von Rom. Die vier Christen wurden dann gefangen genommen und gefoltert. Dabei wurde dem Eusebius die Zunge herausgeschnitten; dennoch hörte er nicht auf, Gott zu loben, bis er und seine Begleiter erschlagen wurden und so das Martyrium erlitten. 
Ihr Henker, Antoninus war von der Standhaftigkeit der Märtyrer so beeindruckt, dass er sich mit dem Ausruf „Wahrhaftig, Christus ist Gottes Sohn!“ sogleich selbst taufen ließ und ebenfalls das Martyrium erlitt.
In der Kunst wird Eusebius mit dem Attribut Keule und ohne Zunge redend dargestellt.
Eusebius und seine drei Gefährten werden als Heilige verehrt. Ihr Gedenktag ist der 25. August.